# Джонні Клейтон
Джонні Клейтон (англ. Jonny Clayton, нар. 4 жовтня 1974 року) — валлійський професійний гравець у дартс, який грає в PDC. Переможець Кубка світу з дартсу (PDC) 2020 року у складі збірної Уєльсу. До червня 2022 у вільний від турнірів час Клейтон працював штукатуром.

## Кар'єра в PDC
У 2017 році Клейтон розпочав брати участь в чемпіонатах світу PDC в одиночному розряді. У 2020 році у складі збірної Уєльсу разом із Гервіном Прайс він виграв Кубок світу з дартсу.